# Стефанов, Александр Викторович
Алекса́ндр Ви́кторович Стефанов (18 сентября 1950, Макеевка — 28 ноября 2007, Киев) — советский и украинский учёный в области фармакологии, академик Академии медицинских наук Украины, лауреат Государственной премии Украины.

## Биография
В 1973 году окончил Одесский медицинский институт (теперь — Одесский государственный медицинский университет) им. Н. Пирогова по специальности «лечебное дело». Работая врачом-терапевтом в районной больнице, одновременно серьезно занимался научными исследованиями. В 1975 году защитил кандидатскую диссертацию по вопросам фармакологического действия ингибиторов протеолитических ферментов.
В 1975—1992 годах работал в научно-исследовательских учреждениях Национальной академии наук Украины — Институте физиологии им. А. А. Богомольца и Институте биохимии им. А. Палладина — над проблемами нейрофизиологии и биохимии биологических мембран. В 1988 году защитил докторскую диссертацию, посвященную фундаментальным исследованиям липосом.
С 1992 года и до последних дней жизни А. Стефанов — директор Института фармакологии и токсикологии АМН Украины, где также руководил отделом экспериментальной терапии; в 2000—2005 годах возглавлял Государственное предприятие «Государственный фармакологический центр».
Умер 28 ноября 2007 года. Похоронен в Киеве на Лесном кладбище.

## Научная и общественная деятельность
Научная деятельность Александра Стефанова была направлена на решение фундаментальной проблемы регуляции процессов клеточного метаболизма биологически активными веществами прогнозируемой природы. Одним из первых в мире предсказал и подтвердил статус липосомальних систем не только как носителей лекарственных средств, но и как самостоятельных политропных факторов фармакокоррекции патологических состояний организма. Результаты этих работ стали фундаментом развития нового современного раздела фармакологической науки — липосомофармакологии. Им, одним из первых в странах СНГ, начаты и успешно развиваются исследования мировой проблемы фармакокорекции эндотелий-зависимых сосудистых реакций и метаболизма оксида азота, в условиях повреждающего действия гипоксии. Оригинальная концепция о сопряженной и взаимоусиливающую роль гипоксии и перекисного окисления липидов в патологиях сердечно-сосудистой и дыхательной систем, стали надежной основой для создания антигипоксично-антиоксидантного препарата «Липин» — первого в мире промышленно освоенного липосомального лекарственного средства.
Автор 275 научных трудов, в том числе 21 патента. Подготовил 8 докторов и кандидатов наук.
Президент Всеукраинской общественной организации «Ассоциации фармакологов Украины», председатель проблемной комиссии «Фармакология», член научного совета при Президиуме АМН Украины, главный редактор научного журнала «Лекарства», член редакционных советов ряда научных изданий.
Основные научные труды:
- «Современные принципы направленного транспорта лекарственных средств. Липосомальные транспортные системы»(1998 г.);
- «Медикаментозное обеспечение населения: проблемы и перспективы их решения»(2001 г.);
- «The EDHF-dependent but not NO-dependent component of the acetilcholine-induced relaxation of the rabbit aorta is resistant to ionized radiation»(2000 г.);
- «Harwood Academic Publishers»(2001 г.);
- «цГМФ-независимый влияние оксида азота на сократительную активность и содержание внутриклеточного Са2+гладких мышц хвостовой артерии крысы»(2001 г.).